# Projet Mycroft
Le Projet Mycroft est une collection open source de modules de recherche pour les navigateurs web basés sur Mozilla (renommé par la suite Mozilla Application Suite).
Le nom du projet fait référence à la technologie Sherlock d'Apple : Mycroft Holmes est le frère aîné de Sherlock Holmes.
Les modules proposés sont notamment compatibles avec :
- Mozilla Application Suite
- Mozilla Firefox
- Netscape 7
- Internet Explorer 7
- Google Chrome
- Beonex Communicator.

Un « module de recherche » est un composant donnant un accès direct à un moteur de recherche (ou à une fonction de recherche intégrée à un site web), sans avoir besoin de visiter le site avant de lancer la recherche.